# Drunk (album de Thundercat)
Albums de Thundercat
The Beyond / Where the Giants Roam
(2015)
Singles
1. Show you the Way

Drunk est le troisième album de Thundercat, sorti le 24 février 2017 sous le label Brainfeeder.

## Historique
Drunk est le premier album de Thundercat à avoir des featuring. Enregistré durant l'année 2016, l'artiste invite Michael McDonald, Kenny Loggins, Kendrick Lamar, Wiz Khalifa et Pharrell Williams. L'album est produit par Flying Lotus et Sounwave ainsi que Thundercat lui-même. Drunk est une œuvre de jazz fusion mais Thundercat y incorpore également de l'electronic et du R&B, ce qui en fait un album coloré en sonorités.

## Réception
Drunk reçoit de très bonnes critiques. Sur le site Metacritic qui recense les critiques, il obtient une note de 80 sur 100. Andy Kellman de AllMusic résume dans sa critique que « l'attraction principale est la combinaison singulière de Bruner de basse tremblante mais fluide et de fausset douloureux. »

## Titres
| No  | Titre                                                           | Durée |
| --- | --------------------------------------------------------------- | ----- |
| 1.  | Rabbot Ho                                                       | 0:38  |
| 2.  | Captain Stupido                                                 | 1:41  |
| 3.  | Uh Uh                                                           | 2:16  |
| 4.  | Bus in These Streets                                            | 2:24  |
| 5.  | A Fan's Mail (Tron Song Suite II)                               | 2:38  |
| 6.  | Lava Lamp                                                       | 2:58  |
| 7.  | Jethro                                                          | 1:34  |
| 8.  | Day & Night                                                     | 0:37  |
| 9.  | Show You the Way (featuring Michael McDonald and Kenny Loggins) | 3:34  |
| 10. | Walk on By (featuring Kendrick Lamar)                           | 3:19  |
| 11. | Blackkk                                                         | 1:59  |
| 12. | Tokyo                                                           | 2:24  |
| 13. | Jameel's Space Ride                                             | 1:09  |
| 14. | Friend Zone                                                     | 3:12  |
| 15. | Them Changes                                                    | 3:08  |
| 16. | Where I'm Going                                                 | 2:09  |
| 17. | Drink Dat (featuring Wiz Khalifa)                               | 3:35  |
| 18. | Inferno                                                         | 4:00  |
| 19. | I Am Crazy                                                      | 0:25  |
| 20. | 3AM                                                             | 1:15  |
| 21. | Drunk                                                           | 1:42  |
| 22. | The Turn Down (featuring Pharrell Williams)                     | 2:29  |
| 23. | DUI                                                             | 2:18  |

| 24. | Hi (featuring Mac Miller) | 3:01 |